# Lidîn, Bobrovîțea
Lidîn (în ucraineană Лідин) este un sat în comuna Oleksandrivka din raionul Bobrovîțea, regiunea Cernihiv, Ucraina.

## Demografie
Componența lingvistică a localității Lidîn
     Ucraineană (96,77%)
     Rusă (3,23%)
Conform recensământului din 2001, majoritatea populației localității Lidîn era vorbitoare de ucraineană (96,77%), existând în minoritate și vorbitori de rusă (3,23%).